# Troop Zero
Troop Zero (auch Troupe Zero) ist eine Tragikomödie von Bert & Bertie, die am 1. Februar 2019 im Rahmen des Sundance Film Festivals ihre Premiere feierte.

## Handlung
Im Jahr 1977 im ländlichen Georgia. Die 9-jährige Eigenbrötlerin Christmas Flint ist besessen vom Weltall und nimmt Kontakt mit den Außerirdischen des Universums auf. Sie träumt davon, selbst in den Weltraum zu reisen. Als die NASA einen Wettbewerb veranstaltet, sieht sie ihre Chance für gekommen. 

## Produktion
Der Film wurde von den Amazon Studios produziert.
Die Besetzung mit Viola Davis wurde im Februar 2018 bekannt. Im April 2018 folgten Jim Gaffigan und Allison Janney. Mckenna Grace ist in der Hauptrolle der 9-jährigen Christmas Flint zu sehen.
Nach dem Film I, Tonya aus dem Jahr 2017, in dem Janney und Grace Mutter und Tochter spielten, handelt es sich um das zweite gemeinsame Filmprojekt der beiden Schauspielerinnen. Im Mai 2018 kam Mike Epps zur Besetzung, im Juni 2018 Ashley Brooke und Milan Ray.
Die Filmmusik komponierte Rob Lord. Das Soundtrack-Album, das insgesamt 14 Musikstücke umfasst, wurde im März 2020 von Lakeshore Records als Download veröffentlicht.
Der Film wurde am 1. Februar 2019 im Rahmen des Sundance Film Festivals als Abschlussfilm erstmals vorgestellt.

## Rezeption

### Filmgenre und Kritiken
Der Filmdienst beschreibt Troop Zero als einen durch sympathische Figuren getragenen Coming-of-Age-Film, der für den Mut plädiert, anders zu sein als der Mainstream, und ein Hohelied auf die Freundschaft singt. Visuell und durch die Musikauswahl eine schrullig-nostalgische Heraufbeschwörung der 1970er, schlage der Film mit dem Fokus auf weibliche Figuren zugleich emanzipatorische Töne an, bei denen es um den Widerstand gegen restriktiv-konservative Frauenbilder der Ära geht.

### Auszeichnungen
Golden Reel Awards 2021
- Nominierung in der Kategorie Sound Editing – Non-Theatrical Feature[8]

Palm Springs International Film Festival 2019
- Auszeichnung als Directors to Watch (Bert & Bertie)